# Ph
Ph ph – dwuznak występujący w języku angielskim, irlandzkim, łacińskim, francuskim i niemieckim. Oznacza on głoskę [f]. W irlandzkim, dwuznak ph jest także zastępowany literą ṗ.